# Glochidion senyavinianum
Glochidion senyavinianum är en emblikaväxtart som beskrevs av Sidney Frederick Glassman. Glochidion senyavinianum ingår i släktet Glochidion och familjen emblikaväxter. Inga underarter finns listade i Catalogue of Life.